# موریس ریچارد
موریس ریچارد (انگلیسی: Maurice Richard؛ زاده ۴ اوت ۱۹۲۱ – درگذشته ۲۷ مهٔ ۲۰۰۰) یک ورزشکار فرانسوی‌تبار در کانادا بود.
او بازیکن حرفه‌ای هاکی روی یخ کانادا بود که ۱۸ فصل در لیگ ملی هاکی مونترال کانادا بازی کرد. او اولین بازیکن در تاریخ این لیگ است که به نمره ۵۰ گل در یک فصل رسید .
موریس بزرگترین فرزند از هشت فرزند خانواده‌اش بود. او در دوران رکود بزرگ شد، و در یک خانواده فقیرنشین به‌دنیا آمد. در ابتدا به‌عنوان یک بازیکن شکننده مورد توجه قرار گرفت. و همین شکننده و آسیب‌پذیر بودنش باعث شد از پیوستن به ارتش کانادا در طول جنگ جهانی دوم بازماند. ریچارد در یک بازی در اواخر فصل ۱۹۵۴-۱۹۵۵ با داور درگیر شد که کلارنس کمپبل، رئیس لیگ ملی کانادا او را برای بازی تا پایان فصل و پلی‌آف محروم کرد، و سبب شورش‌هایی توسط مردم در سطح شهر شد که زبان‌زد نژادپرستی فداراسیون نسبت به یک بازیکن خارجی شد. ریچارد یک نماد فرهنگی در میان مردم فرانکفورت کبک بود؛ ریچارد در سال ۲۰۰۰ درگذشت و اولین غیر سیاستمدار بود که مفتخر به یک تشییع جنازه دولتی در استان کبک شد.